# Willa van Bourgondië
Willa van Bourgondië (ca.873-924) was de dochter van Boso van Provence en zijn eerste vrouw, waarvan de naam niet gekend is. Boso zou die vrouw laten vergiftigen om met Ermengarde, dochter van de overleden koning Lodewijk II van Italië, te kunnen trouwen.
Willa trouwde een eerste maal met Rudolf I van Bourgondië, met wie ze vier kinderen had :
- Rudolf II, koning van Bourgondië van 912 tot 937 en koning van Italië van 923 tot 926.
- Lodewijk (- na 929), graaf van de Thurgau (een gebied dat aanmerkelijk groter was dan het huidige kanton), trouwde vermoedelijk met een dochter van Eduard I maar het is niet zeker of dit Ælfgifu of Edgiva was.
- Willa II (- na 936), die huwde met Boso III van Arles maar door hem in 936 werd verstoten
- Waldrada, getrouwd met Bonifatius, markgraaf van Bologna en hertog van Spoleto.

Na de dood van haar man Rudolf I in 912 hertrouwde ze met Hugo van Arles, de raadsman van haar halfbroer, Lodewijk de Blinde, koning van Provence. Dit huwelijk bleef kinderloos.